# Patrick Rupprecht
Patrick Rupprecht (* 28. Mai 2003) ist ein deutscher Volleyballspieler.

## Karriere
Rupprecht begann seine Karriere beim ASV Dachau. In der Saison 2020/21 kam er mit einem Doppelspielrecht auch beim Volleyball-Internat Frankfurt in der zweiten Liga um Einsatz. Mit den deutschen Junioren erreichte er bei der U18-Europameisterschaft 2020 den fünften Platz. 2021 wechselte der Außenangreifer zum TSV Haching München. Mit den Hachingern kam er im DVV-Pokal 2021/22 ins Viertelfinale, aber in der Bundesliga auf den letzten Platz. In der folgenden Saison gab es das Pokal-Aus im Achtelfinale und in den Bundesliga war im Viertelfinale Schluss. Anschließend kehrte Rupprecht zu den gerade in die erste Liga aufgestiegenen Dachauern zurück. Mit Dachau schied er 2023/24 im Pokal-Achtelfinale aus und verpasste als Tabellenneunter der Hauptrunde die Bundesliga-Playoffs. Auch 2024/25 spielt Rupprecht für Dachau.